# Résolution 142 du Conseil de sécurité des Nations unies
Membres permanents
- Chine (Taïwan)
- États-Unis
- France
- Royaume-Uni
- URSS

Membres non permanents
- Argentine
- Sri Lanka
- Équateur
- Italie
- Pologne
- Tunisie

Résolution no 141 Résolution no 143
La Résolution 142 est une résolution du Conseil de sécurité de l'ONU votée le 7 juillet 1960 concernant la République du Congo (capitale Léopoldville), l'ex-Congo belge, et qui recommande à l'Assemblée générale des Nations unies d'admettre ce pays comme nouveau membre.

## Contexte historique
La Belgique, qui croyait à la progressivité de la transition vers l'indépendance organisa les premières élections à l'échelon communal, limitées aux grandes villes en 1957. L'ABAKO triompha inévitablement à Léopoldville et cela impressionna certains unitaristes, tel Patrice Lumumba, un Tetela du Kasaï, intelligent et idéaliste, qui ne tarda pas à fonder son propre « mouvement national congolais » MNC-Lumumba, plus revendicatif que celui du MNC-Kalonji, Albert Kalonji étant aussi un Kasaïen unitariste. Ces jeunes rivalités politiques confrontées aux structures tribales compliquées du Congo allaient former un mélange détonant qui détruirait au bout de cinq années la première démocratie parlementaire congolaise. On ne peut que rappeler ici quelques épisodes saillants :
- Émeutes de Léopoldville (4 - 7 janvier 1959) provoquées par l'interdiction tardive d'un meeting de l'ABAKO. Arrestation de Kasa-Vubu le 12 janvier. Il sera libéré le 14 mars.
- Le 13 janvier, déclaration gouvernementale annonçant l'intention belge de réaliser rapidement l'indépendance du Congo unitaire. L'ABAKO rejette cette déclaration deux jours plus tard.
- La suite de l'année 1959 voit d'abord l'autorisation des partis congolais, suivie d'élections générales sur l'ensemble du territoire congolais marquées par toutes sortes de manœuvres de ces partis dont se dégagent trois pôles : un Cartel des nationalistes fédéralistes formés de 6 partis séparatistes ou autonomistes dont l'ABAKO et le MNC-Kalonji, le pôle du MNC-Lumumba et finalement celui de l'homme fort du Katanga, Moïse Tshombé, conscient de la force économique de sa région et de l'intérêt de s'entendre avec l'Union minière du Haut Katanga (tout comme Kalonji vis-à-vis des exploitations de diamant au Kasaï). Parmi les partis qui émergent on retrouve le PSA (Parti Solidaire Africain d'Antoine Gizenga), le PNP (Parti national du peuple conduit par Albert Delvaux et Laurent Mbariko) Le LUKA (L'Union kwangolaise) par André Petipeti Tamata et Pierre Masikita.

En 1960, ce fut la Table Ronde de Bruxelles (du 20 janvier au 20 février) où représentants congolais et belges fixèrent les étapes suivantes. En mai eurent lieu les élections législatives. La première chambre des députés désigne par tirage au sort André Petipeti Tamata comme le premier président de chambre des représentants. Il dirige le bureau provisoire pour valider les mandats des députés élus et l'élection définitive du bureau. Les élections législatives et provinciales marquèrent de nouveaux clivages et alliances (scission de l'ABAKO) d'où résulta un compromis : Joseph Kasa-Vubu fut élu Président par le Parlement, Lumumba étant Premier ministre.
Au moment de l'indépendance du pays, le roi des Belges se rendit en personne à Léopoldville (future Kinshasa) pour assister aux cérémonies consacrant la fin de l'union coloniale entre la Belgique et le Congo, et marquant la naissance sur la scène internationale de ce nouvel État francophone (langue officielle) d'Afrique.. (issu de l'article République démocratique du Congo).
À la suite de cette résolution ce pays est admis à l'ONU le 20 septembre 1960,

## Texte
- Résolution 142 Sur fr.wikisource.org
- Résolution 142 Sur en.wikisource.org